# Визиторско езеро
Визиторското езеро е малко планинско езеро в масива на планината Визитор, на около 5 км северозападно от Плав.
Езерото се намира на надморска височина от 1820 м, е 4 м дълбочина, ширина от 92 м и дължина 73 м. Площта му е около 5000 квадратни метра. Интересно е с плаващия остров, който обхваща около една четвърт от повърхността на езерото.